# 钱载
钱载（1708年—1793年），字坤一，号萚石，浙江嘉兴府秀水县人，清朝政治人物、诗人、文学家，进士出身。錢嘉徵玄孙。
乾隆十七年（1752年）壬申科进士。官至礼部侍郎。其作收集在《蘀石斋诗文集》。是乾嘉年间（乾隆、嘉庆年间）秀水诗派的代表诗人。

## 评价
钱仲联《梦苕庵诗话》称赞钱载：“钱萚石诗，清真铲刻，神景开阔，体大思精，卓然大家。在雍、乾间无敌手”。